# Gana
|  | No s'ha de confondre amb Ganes de menjar. |

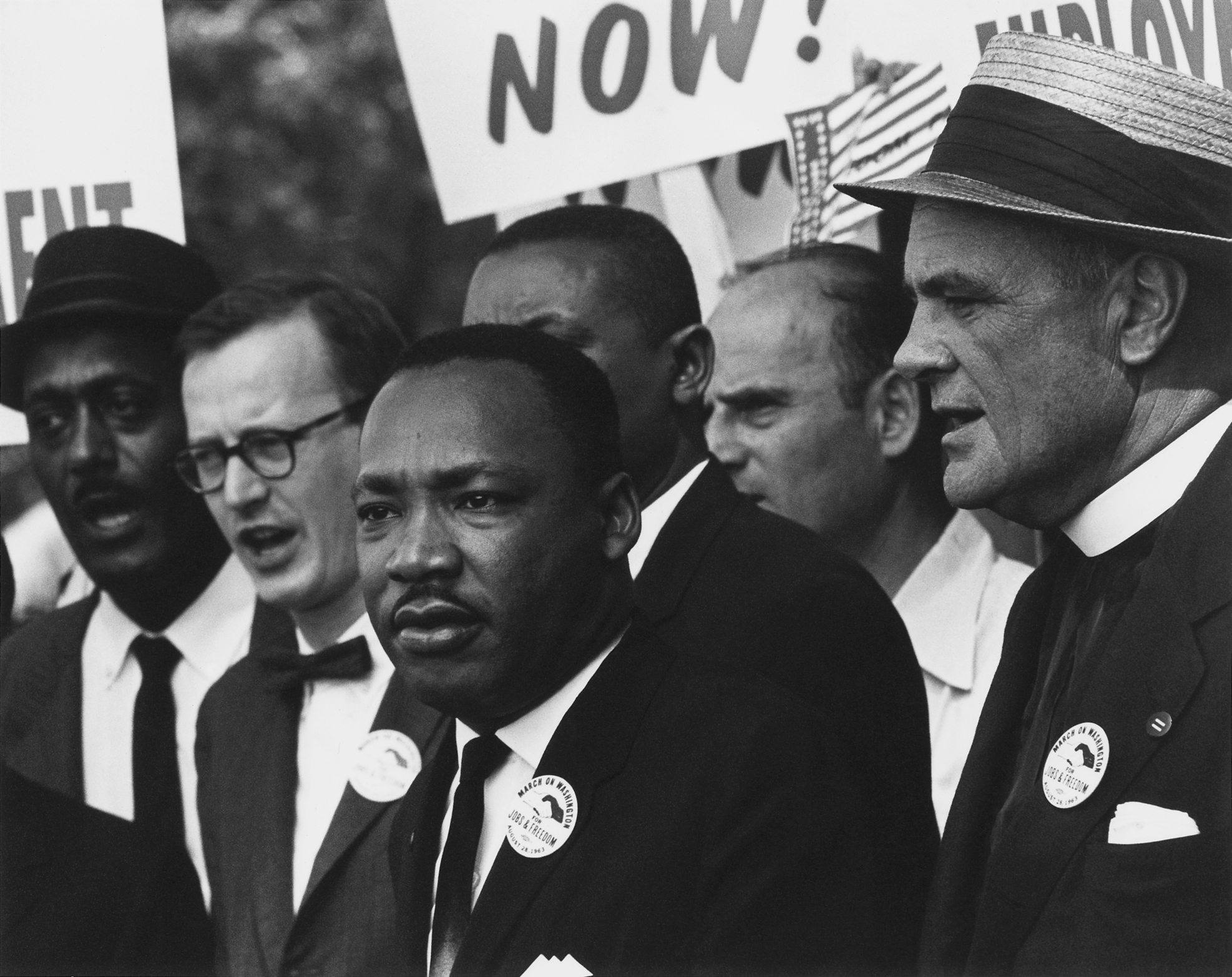
Martin Luther King (centre), va ser un dels molts personatges polítics del segle XX que va considerar important combatre la fam: "Quan mori, no em construïu un monument. No em doneu títols de grans universitats. Deixeu-me nu. Digueu només que he intentat allotjar els sense sostre. Que la gent digui que he intentat alimentar els qui tenien gana".

En política, ajuda humanitària i ciències socials, passar gana es defineix com la condició que experimenta una persona que no pot menjar aliments suficients per satisfer les necessitats nutricionals bàsiques durant un període sostingut. En el camp de l’alleugeriment de la gana, el terme passar gana s'utilitza en un sentit que va més enllà del desig fisiològic de menjar que experimenten tots els humans. La forma més extrema de gana, quan la desnutrició és generalitzada, i quan les persones han començat a morir de gana per manca d’accés a aliments suficients i nutritius, condueix a la declaració de fam.

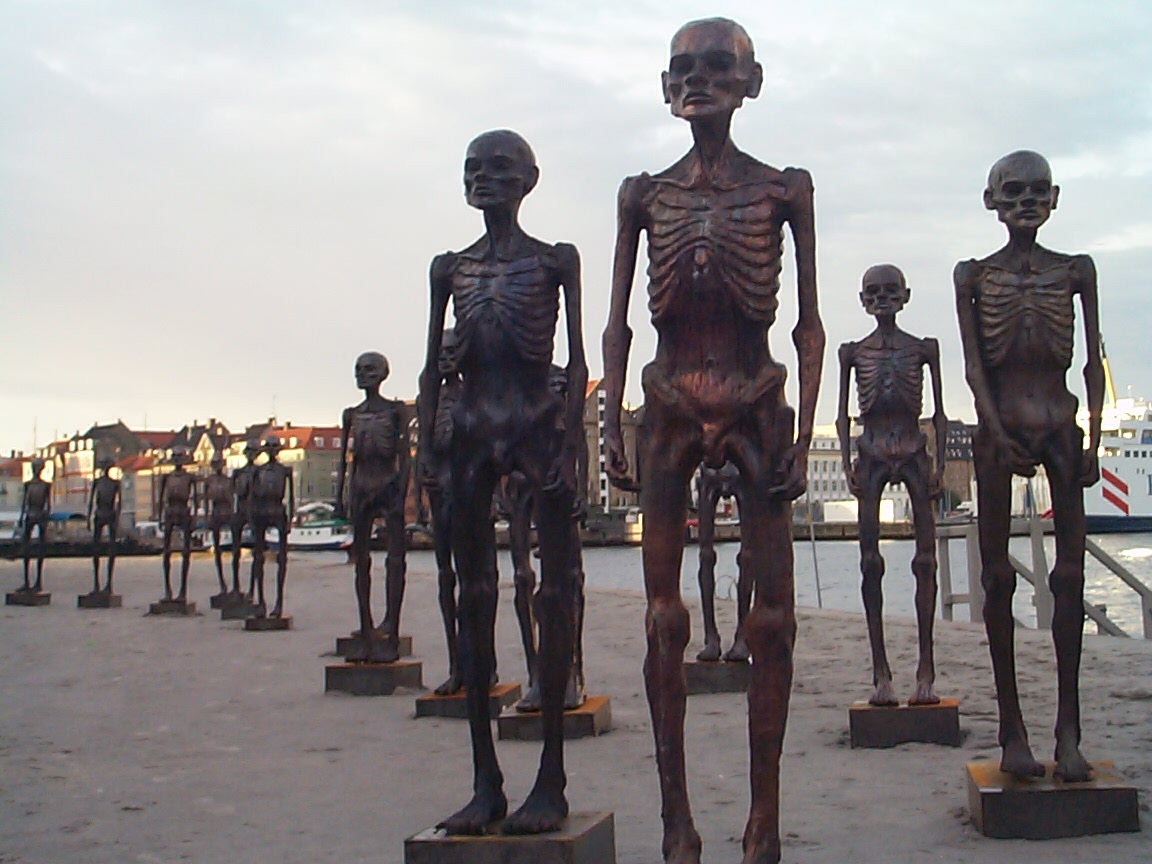
Les escultures de la Marxa de la Gana a Copenhaguen

Al llarg de la història, algunes parts de la població mundial han patit sovint períodes de gana sostinguts. En molts casos, la gana ha vingut de les interrupcions del subministrament d'aliments causades per la guerra, les plagues o el clima advers. En les dècades posteriors a la Segona Guerra Mundial, el progrés tecnològic i la cooperació política reforçada van suggerir que seria possible reduir substancialment el nombre de persones que pateixen gana. Tot i que el progrés era desigual, el 2014 l’amenaça de la gana extrema va disminuir per a molta de la població mundial. Del 2014 al 2019, segons l'informe 2021 de la FAO sobre l' estat de la seguretat alimentària i la nutrició al món (SOFI), les xifres que pateixen gana crònica van començar a augmentar a poc a poc. El 2020 es va produir un fort salt que va provocar 768 milions de persones desnutrides.
Tot i que la majoria de la gent del món continua vivint a Àsia, gran part de l’augment de la gana des del 2015 es va produir a Àfrica i Amèrica del Sud. L'informe de la FAO de 2017 va discutir tres raons principals del recent augment de la gana: el clima, els conflictes i les desacceleracions econòmiques. L'edició del 2018 es va centrar en el clima extrem com a principal impulsor de l’augment de la gana, i va trobar que les taxes de creixement eren especialment greus als països on els sistemes agrícoles eren més sensibles a les variacions meteorològiques extremes. L’informe SOFI del 2019 va trobar una forta correlació entre els augments de la fam i els països que havien patit una desacceleració econòmica. En canvi, l'edició del 2020 va examinar les perspectives d’assolir l'objectiu de desenvolupament sostenible (ODS) relacionat amb la fam. Va advertir que si no es fa res per contrarestar les tendències adverses dels darrers sis anys, el nombre de persones que pateixen fam crònica està en camí d’augmentar en més de 150 milions el 2030. L'informe del 2021 va informar d'un fort salt de gana causat per la pandèmia COVID-19.
Molts milers d'organitzacions es dediquen al camp de l'alleujament de la gana, que operen en l’àmbit local, nacional, regional o internacional. Algunes d’aquestes organitzacions es dediquen a l’alleujament de la gana, mentre que d'altres poden treballar en diversos camps. Les organitzacions van des d'institucions multilaterals fins a governs nacionals, fins a petites iniciatives locals, com ara cuines independents. Molts participen en xarxes de paraigües que connecten milers d'organitzacions diferents per ajudar a la gana. A nivell mundial, gran part dels esforços mundials d’alleujament de la gana estan coordinats per l'ONU i orientats a assolir l’ ODS 2 de la gana zero per al 2030.

## Definició i termes relacionats
Hi ha un enfocament mundialment reconegut per definir i mesurar la gana que solen utilitzar aquells que estudien o treballen per alleujar la gana com un problema social. És el que la FAO de les Nacions Unides denomina desnutrició crònica (o en publicacions antigues, com "privació d'aliments", "gana crònica" o simplement "gana" o ''fam'') Per a la FAO:
- Hi ha gana o desnutrició crònica quan "la ingesta calòrica està per sota del requeriment mínim d'energia dietètica (MDER). El MDER és la quantitat d'energia necessària per realitzar una activitat lleugera i per mantenir un pes mínim acceptable per a l'alçada assolida."[4] La FAO utilitza diferents llindars MDER per a diferents països, a causa de les variacions del clima i els factors culturals. Normalment s'utilitza un enfocament anual de "balanç", amb el requeriment mínim d'energia dietètica comptabilitzat en relació amb les calories totals estimades consumides durant l'any. Les definicions de la FAO diferencien la fam de la desnutrició i la inseguretat alimentària:[5][6][7]
- La desnutrició és el resultat de "deficiències, excessos o desequilibris en el consum de macro i / o micronutrients". Segons la definició de la FAO, totes les persones que passen gana pateixen desnutrició, però les persones desnodrides poden no tenir gana. Poden obtenir suficients calories crues per evitar la gana, però no tenen micronutrients essencials, o fins i tot poden consumir un excés de calories crues i, per tant, poden patir obesitat.[7][6][5]
- La inseguretat alimentària es produeix quan les persones estan en risc o estan preocupades per no poder satisfer les seves preferències alimentàries, incloses les calories crues i el valor nutricional. Segons la definició de la FAO, totes les persones amb gana tenen inseguretat alimentària, però no totes les persones amb inseguretat alimentària tenen gana (tot i que hi ha una superposició molt forta entre passar gana i la inseguretat alimentària greu.). La FAO ha informat que la inseguretat alimentària provoca sovint un creixement paral·lel simultani en nens i obesitat en adults. Per als agents d’alleujament de la gana que operen a nivell mundial o regional, l’ escala IPC és una mètrica cada cop més utilitzada per a la inseguretat alimentària.[7][6][5]
- La gana aguda s'utilitza normalment per designar la gana com la fam, tot i que la frase no té una definició formal àmpliament acceptada. En el context de l'alleugeriment de la gana, les persones que pateixen una "gana aguda" també poden patir "gana crònica". En contrast amb la forma en què la paraula "aguda" s'utilitza sovint en altres llocs, la paraula s'utilitza principalment per designar la gravetat, no la manca de durada a llarg termini.[7][8][5]

No totes les organitzacions del camp de l'alleugeriment de la gana utilitzen la definició de la FAO. Alguns utilitzen una definició més àmplia que se solapa de manera més completa amb la desnutrició. No obstant això, les definicions alternatives tendeixen a anar més enllà del significat generalment entès de gana com una condició motivacional dolorosa o incòmoda; el desig de menjar és una cosa que experimenten amb freqüència tots els humans, fins i tot els més acomodats, i no és en si mateix un problema social.
El subministrament d'aliments molt baix es pot descriure com "inseguretat alimentària amb gana". El 2006 es va fer un canvi de descripció a recomanació del Comitè d’Estadística Nacional (National Research Council, 2006) per distingir l'estat fisiològic de la fam dels indicadors de disponibilitat d’aliments. La inseguretat alimentària és quan es va reduir la ingesta d’aliments d’un o més membres de la llar i es van alterar els seus patrons alimentaris de vegades durant l’any, perquè la llar no tenia diners i altres recursos per alimentar-se. Les estadístiques de seguretat alimentària es mesuren mitjançant dades de l'enquesta, basades en les respostes de la llar a articles sobre si la llar va poder obtenir prou menjar per satisfer les seves necessitats.

## Estadístiques mundials
Les Nacions Unides publiquen un informe anual sobre l'estat de la seguretat alimentària i la nutrició a tot el món. Liderat per la FAO, l’informe del 2020 va ser autor conjunt per altres quatre agències de l’ONU: el PMA, el FIDA, l’ OMS i l’ UNICEF. En comparació amb informes anteriors, la versió del 2020 va revisar el nombre de persones que patien gana greu, tot i que això s'aplicava a les xifres de cada any que es remuntaven al 2000, de manera que la tendència a augmentar la fam des del 2014 encara era evident. L’informe anual de la FAO proporciona una visió estadística de la prevalença de la gana a tot el món i es considera àmpliament la principal referència mundial per al seguiment de la gana. Tanmateix, cap conjunt estadístic senzill pot captar completament la naturalesa multidimensional de la gana. Les raons inclouen que la mètrica clau de la FAO per a la gana, la "desnutrició", es defineix només en termes de disponibilitat energètica en la dieta, sense tenir en compte els micro-nutrients com les vitamines o els minerals. En segon lloc, la FAO utilitza els requisits energètics per a nivells mínims d’activitat com a referència; molta gent no tindria gana per la mesura de la FAO, però encara menjaria massa poc per dur a terme treballs manuals durs, que podrien ser l'únic tipus de treball disponible. En tercer lloc, les estadístiques de la FAO no sempre reflecteixen la desnutrició a curt termini.
| Any                                          | 2005  | 2010  | 2015  | 2016  | 2017  | 2018  | 2019  | 2020  |
| -------------------------------------------- | ----- | ----- | ----- | ----- | ----- | ----- | ----- | ----- |
| Milions de persones desnutrides (global)     | 810,7 | 636,8 | 615,1 | 619,6 | 615,0 | 633,4 | 650,3 | 768,0 |
| Percentatge de persones desnutrides (global) | 12,4% | 9,2%  | 8,3%  | 8,3%  | 8,1%  | 8,3%  | 8,4%  | 9,9%  |

Una mesura alternativa de la gana o fam a tot el món és l'índex mundial de la fam (GHI). A diferència de la mesura de la FAO, el GHI defineix la fam d'una manera que va més enllà de la ingesta de calories crues, per incloure, per exemple, la ingestió de micronutrients. GDI és una eina estadística multidimensional que s'utilitza per descriure l'estat de la situació de fam dels països. El GHI mesura els avenços i els fracassos en la lluita mundial contra la fam. El GHI s'actualitza un cop a l’any. Les dades de l'informe del 2015 van mostrar que els nivells de passar gana han baixat un 27% des del 2000. Cinquanta-dos països es van mantenir en nivells seriosos o alarmants. L’informe GHI del 2019 expressa la seva preocupació per l’augment de la gana des del 2015. A més de les últimes estadístiques sobre passar gana i seguretat alimentària, el GHI també inclou diferents temes especials cada any. L’informe del 2019 inclou un assaig sobre passar gana i el canvi climàtic, amb evidències que suggereixen que les zones més vulnerables al canvi climàtic han patit bona part dels recents augments de passar gana.

## Gana i gènere

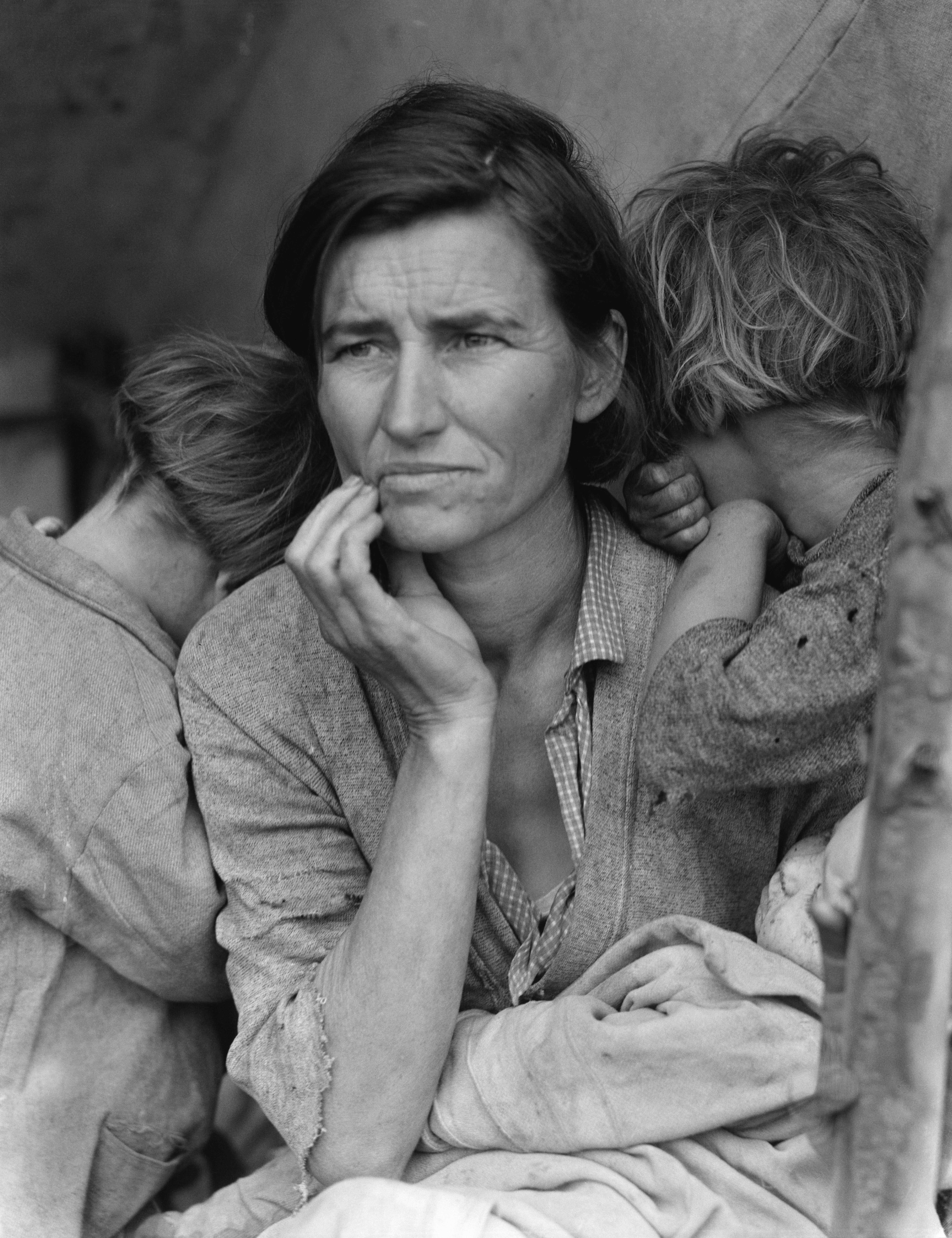
Mare migrant de Dorothea Lange (1936).

Tant als països en desenvolupament com als països avançats, els pares de vegades es queden sense menjar per poder alimentar els seus fills. Les dones, però, semblen més propenses a fer aquest sacrifici que els homes. Els estudis del Banc Mundial constaten que aproximadament el 60% de les persones que tenen gana són dones. L’aparent explicació d’aquest desequilibri és que, en comparació amb els homes, les dones renuncien més sovint a menjar per alimentar els seus fills. De vegades, fonts més antigues afirmen que aquest fenomen és exclusiu dels països en desenvolupament, a causa d’una major desigualtat sexual. Dades més recents van suggerir que les mares sovint també troben a faltar els àpats en economies avançades. Per exemple, un estudi realitzat el 2012 per Netmums al Regne Unit va trobar que una de cada cinc mares de vegades no menjava per evitar que els seus fills tinguessin gana.
En diversos períodes i regions, el gènere també ha estat un factor important per determinar si les víctimes de la fam serien o no exemples adequats per generar entusiasme pels esforços per alleujar la fam. James Vernon, a Hunger: A Modern History, va escriure que a la Gran Bretanya abans del segle xx, en general, només les dones i els nens que pateixen gana podien despertar compassió. Els homes que no aconseguien alimentar-se a si mateixos i les seves famílies sovint eren considerats amb menyspreu.
Això va canviar després de la Primera Guerra Mundial, on milers d’homes que havien demostrat la seva virilitat en combat es van trobar incapaços de trobar feina.